# Stazione di Terzo-Montabone
La stazione di Terzo-Montabone è una stazione ferroviaria posta lungo la linea Alessandria-San Giuseppe di Cairo, al servizio dei comuni di Terzo e di Montabone.
Qui fermano soltanto treni regionali.